# Petkovic-Gletscher
Der Petkovic-Gletscher ist ein steiler und 5 km langer Talgletscher im ostantarktischen Mac-Robertson-Land. Im Zentrum des Mawson Escarpment fließt er zwischen dem Rofe-Gletscher und dem Dolinny-Gletscher in westlicher Richtung zum Lambert-Gletscher.
Luftaufnahmen, die 1956, 1960 und 1973 bei den Australian National Antarctic Research Expeditions (ANARE) entstanden, dienten seiner Kartierung. Das Australian Antarctic Names and Medals Committee benannte ihn nach Josko J. Petkovic, Geophysiker auf der Mawson-Station im Jahr 1971 und Mitglied der ANARE-Mannschaft zur Erkundung der Prince Charles Mountains im Jahr 1972.